# EME (컴퓨터 과학)
EME(Encrypted Media Extensions, 한국어: 암호화된 미디어 확장) DRM을 구현하는 CDM(콘텐츠 복호화 모듈)과 웹브라우저 간의 통신 채널을 제공하기 위한 W3C 사양이다. 이를 통해 플러그인을 사용하지 않고도 DRM이 포함된 컨텐츠를 웹브라우저에서 재생할 수 있다.

## 같이 보기
- 월드 와이드 웹 컨소시엄
- 디지털 권리 관리
- 전자 프런티어 재단
- 디지털 밀레니엄 저작권법